# Yoel Rodríguez Oterino
Yoel Rodríguez Oterino (nascut el 28 d'agost de 1988 a Vigo, Pontevedra, Galícia), conegut simplement com a Yoel, és un futbolista gallec que juga com a porter al Racing Club de Ferrol

## Trajectòria esportiva
Producte del planter del Celta de Vigo, va ser ascendit al primer equip la temporada 2009–10, amb els gallecs a la segona divisió. El 10 de febrer de 2010, després d'un seguit de bones actuacions a la Copa del Rei 2009-2010, va ser convocat per anar a un campus d'entrenament amb la selecció espanyola Sub-21 per Juan Ramón López Caro.
Yoel fou titular durant la temporada 2011–12, jugant 25 partits, i contribuint a fer que els gallecs tornessin a La Liga després de cinc anys. La temporada següent, però, fou cedit al veí CD Lugo, també de la segona divisió.
Yoel va retornar al Celta la temporada 2013–14, i va fer el seu debut al màxim nivell el 19 d'agost de 2013, en un empat 2–2 a casa contra el RCD Espanyol.
El 31 de juliol de 2014 es va fer oficial la seua incorporació com a cedit al València Club de Futbol per una temporada amb una opció obligatòria compra. Va debutar el 19 d'octubre, com a titular, en una derrota per 3-0 a fora contra el Deportivo de La Coruña.
El 19 de novembre de 2015, després de no haver participat en lliga durant la temporada 2015–16, malgrat les lesions dels altres porters de la plantilla, Diego Alves i Mathew Ryan, Yoel fou cedit al Rayo Vallecano fins al juny, a causa de la greu lesió del porter Toño. El 20 de desembre, va jugar al Santiago Bernabéu, en un partit en què el seu equip va haver de jugar amb nou jugadors durant més de 60 minuts, i en què acabà amb un resultat de 10 a 2 a favor del Reial Madrid CF.

### Eibar
L'11 de juliol de 2016, Yoel va anar cedit a la SD Eibar, novament amb opció de compra. El 23 de maig de 2017, hi va signar contracte, per un preu de traspàs de 750,000 euros.
El 30 d'agost de 2018, després de passar la temporada com a suplent de Marko Dmitrović, Yoel va renovar contracte fins al 2021 i fou immediatament cedit al Reial Valladolid per un any.